# 괴크한 잔
괴크한 잔(튀르키예어: Gökhan Zan, 1981년 9월 7일, 하타이 주 안타키아 ~)은 튀르키예의 전 축구 선수이다.

## 클럽 경력
잔은 하타이스포르에서 프로 무대 신고식을 치렀고, 차나칼레 다르다넬스포르를 거쳐 2003년에 베식타시에 입단했다. 그는 튀르키예 거함의 주축 선수로 도약하기 위해 시간이 걸렸는데, 가지안테프스포르에 1년 임대되기도 했고, 이후 이뇌뉘로 복귀했다.

### 갈라타사라이
2008-09 시즌을 끝으로, 잔은 베식타시와 협의를 마치지 못했다. 2009년 6월 22일, 잔은 갈라타사라이와 2009-10 시즌부터 유효한 2년 계약을 맺은 것으로 발표되었다. 그 외에 잔이 베식타시와 계약 만료 전에 2년차 후 연장 협상할 기회가 주어지지 않았다는 소문이 돌았다. 20일 동안 구단으로부터 협상에 들지 않은 잔은 갈라타사라이의 제의를 받아 이적했다.
2011년 6월 27일, 잔은 1경기 출전 당 €20,000의 수당 외에도 연간 €700,000의 계약을 제의받았다. 그는 2010-11 시즌 후반기가 되어서야 골맛을 보았는데, 그는 1-1로 비긴 카이세리스포르전에서 득점에 성공했다. 잔은 2011-12 시즌에 12번의 리그 경기에 출전해 2골을 넣었는데, 1골은 2-0으로 이긴 에스키셰히르스포르와의 경기에서, 다른 1골은 4-0으로 대승한 앙카라귀쥐전에서 기록했다. 그는 갈라타사라이의 리그 우승 주역이 되었다.
2013년 4월, 그의 계약은 2015년까지 2년 더 연장되었다.

## 국가대표팀 경력
잔은 튀르키예의 유로 2008 본선행에 큰 힘을 보탰는데, 파티흐 테림 감독이 지휘하는 선수단에 7명의 갈라타사라이 선수가 배칭되었다. 잔은 대회 본선에서 포르투갈과의 1차전에서 부상을 당했지만, 3번의 경기에 출전했다. 그는 2010년 월드컵의 예선전 2경기에도 출전했다.

## 경기 방식
장신의 지도형 중앙 수비수로, 민첩성과 축구 지능이 부족하지만 이를 힘과 위치 선정으로 극복하는 선수이다. 그의 또다른 단점으로는 신체 조건(그로 인해 "유리몸"이라는 별칭이 붙었다)이 있지만, 현역 시절 소속 구단과 국가대표팀에서 준수한 활약을 펼쳤다.

## 경력 통계
2013년 12월 22일 기준

### 클럽
| 구단                    | 시즌      | 리그 | 리그 | 컵   | 컵 | 리그컵 | 리그컵 | 유럽 | 유럽 | 합계 | 합계 |
| 구단                    | 시즌      | 출장 | 골   | 출장 | 골 | 출장   | 골     | 출장 | 골   | 출장 | 골   |
| ----------------------- | --------- | ---- | ---- | ---- | -- | ------ | ------ | ---- | ---- | ---- | ---- |
| 하타이스포르            | 1999–00   | 12   | 2    | -    | -  | -      | -      | -    | -    | 12   | 2    |
| 하타이스포르            | 합계      | 12   | 2    | 0    | 0  | 0      | 0      | 0    | 0    | 12   | 2    |
| 차나칼레 다르다넬스포르 | 2000–01   | 29   | 2    | 2    | 0  | -      | -      | -    | -    | 31   | 2    |
| 차나칼레 다르다넬스포르 | 2001–02   | 25   | 3    | 2    | 0  | -      | -      | -    | -    | 27   | 3    |
| 차나칼레 다르다넬스포르 | 2002–03   | 26   | 4    | 2    | 1  | -      | -      | -    | -    | 28   | 5    |
| 차나칼레 다르다넬스포르 | 합계      | 80   | 9    | 6    | 1  | 0      | 0      | 0    | 0    | 86   | 10   |
| 베식타시                | 2003–04   | 2    | 0    | 2    | 0  | -      | -      | -    | -    | 4    | 0    |
| 베식타시                | 합계      | 2    | 0    | 2    | 0  | 0      | 0      | 0    | 0    | 4    | 0    |
| 가지안테프스포르        | 2004–05   | 29   | 1    | 3    | 1  | -      | -      | -    | -    | 32   | 2    |
| 가지안테프스포르        | 합계      | 29   | 1    | 3    | 1  | 0      | 0      | 0    | 0    | 32   | 2    |
| 베식타시                | 2005–06   | 11   | 0    | 3    | 0  | 1      | 0      | 2    | 0    | 17   | 0    |
| 베식타시                | 2006–07   | 24   | 3    | 6    | 0  | -      | -      | 2    | 0    | 32   | 3    |
| 베식타시                | 2007–08   | 20   | 0    | 1    | 0  | -      | -      | 4    | 0    | 25   | 0    |
| 베식타시                | 2008–09   | 19   | 1    | 7    | 0  | -      | -      | -    | -    | 26   | 1    |
| 베식타시                | 합계      | 74   | 4    | 17   | 0  | 1      | 0      | 8    | 0    | 100  | 4    |
| 갈라타사라이            | 2009–10   | 9    | 0    | 1    | 0  | -      | -      | 6    | 0    | 16   | 0    |
| 갈라타사라이            | 2010–11   | 15   | 1    | 2    | 0  | -      | -      | 0    | 0    | 17   | 1    |
| 갈라타사라이            | 2011–12   | 12   | 2    | 1    | 0  | 0      | 0      | -    | -    | 13   | 2    |
| 갈라타사라이            | 2012–13   | 10   | 0    | 2    | 0  | 0      | 0      | 3    | 0    | 15   | 0    |
| 갈라타사라이            | 2013–14   | 9    | 0    | 1    | 0  | 1      | 0      | 3    | 0    | 14   | 0    |
| 갈라타사라이            | 합계      | 55   | 4    | 7    | 0  | 1      | 0      | 12   | 0    | 75   | 4    |
| 경력 합계               | 경력 합계 | 0    | 0    | 0    | 0  | 0      | 0      | 0    | 0    | 0    | 22   |

### 국가대표팀
| 튀르키예 국가대표팀 | 튀르키예 국가대표팀 | 튀르키예 국가대표팀 |
| 연도                | 출장                | 골                  |
| ------------------- | ------------------- | ------------------- |
| 2006                | 10                  | 0                   |
| 2007                | 6                   | 0                   |
| 2008                | 11                  | 0                   |
| 2009                | 4                   | 0                   |
| 2010                | 2                   | 0                   |
| 2011                | 2                   | 0                   |
| 2012                | 0                   | 0                   |
| 2013                | 1                   | 0                   |
| 합계                | 36                  | 0                   |

## 수상
베식타시
- 쉬페르리그: 2008–09
- 튀르키예 쿠파스: 2005–06, 2006–07, 2008–09
- 쉬페르 쿠파: 2006

갈라타사라이
- 쉬페르리그: 2011–12, 2012–13, 2014–15
- 튀르키예 쿠파스:  2013–14
- 쉬페르 쿠파: 2012, 2013

튀르키예
- 유럽 선수권 대회 4강: 2008[6][7][8]